# Morten Giæver
Morten Giæver (Alta, 20 maggio 1982) è un ex calciatore norvegese, di ruolo centrocampista.

## Carriera
Giæver nacque ad Alta, ma si trasferì a due anni a Tromsø. Come calciatore, crebbe calcisticamente al Tromsø, debuttando in prima squadra in un'amichevole contro il Gent nel 1999. Nella Tippeligaen, invece, debuttò il 20 agosto 2000: sostituì infatti Olav Råstad nella sconfitta casalinga per uno a zero contro il Molde. I tifosi del Tromsø lo ricordano per un avvenimento accaduto proprio in questa partita: a pochi minuti dalla fine, infatti, fu assegnato un calcio di rigore alla sua squadra, che avrebbe permesso al club di raggiungere il pareggio. Stranamente, il pubblicò incitò Giæver ad incaricarsi della battuta, sebbene fosse un ragazzo esordiente. Il centrocampista andò quindi al dischetto ma fallì la trasformazione, buttando così l'occasione per un recupero della partita in extremis. Questo episodio è considerato da alcuni come uno dei motivi per cui Giæver non ha avuto successo con il Tromsø. In seguito, il calciatore trascorse un periodo in prestito al Finnsnes.
Nel 2002, fu ceduto definitivamente allo Skarp e nel 2006 passò al Tromsdalen. Con quest'ultimo club, disputò il primo match in data 17 aprile, nella sconfitta per tre a zero contro il Sogndal nell'Adeccoligaen. Il 2 luglio dello stesso anno, segnò la prima rete per il Tromsdalen, contro il Bodø/Glimt: la marcatura fu però inutile ai fini del risultato finale, poiché la sua squadra fu sconfitta per quattro a due.
Nel 2010, si trasferì al Sarpsborg 08. Debuttò ufficialmente l'11 aprile, quando sostituì Joakim Eyde nel tre a zero rifilato al Fredrikstad. Il 2 maggio realizzò la prima rete per il nuovo club, ai danni del Bryne: il Sarpsborg 08 uscì però sconfitto dall'incontro per tre a uno. Alla fine della stagione, festeggiò assieme ai suoi compagni la promozione nella Tippeligaen, grazie al secondo posto finale in campionato. Il 30 gennaio 2013, firmò un contratto biennale con l'Ullensaker/Kisa.
Il 16 gennaio 2015 passò al Bærum.
Il suo idolo calcistico è Steven Gerrard, mentre il suo club preferito è il Liverpool.

## Palmarès

### Club

#### Competizioni nazionali
- 2. divisjon: 1

Tromsdalen: 2008 (gruppo 4)
- 3. divisjon: 1

Moss: 2017 (gruppo 1)